# Vulpes
Vulpes é um gênero de mamíferos carnívoros da família Canidae. Os membros deste gênero formam um grupo monofilético e são coloquialmente chamados de "raposas verdadeiras", o que significa que formam um clado adequado. As raposas verdadeiras são distinguidas dos membros do gênero Canis (incluindo cães, lobos, coiotes e chacais) por seu tamanho menor (5–11 kg) e crânios mais achatados. Possuem marcas pretas triangulares entre os olhos e os narizes, e as pontas de suas caudas geralmente têm uma cor diferente do resto da pelagem. O tempo de vida típico para este gênero é entre dois e quatro anos, mas pode chegar a uma década.

## Espécies
Dentro de Vulpes, 12 espécies existentes distintas e quatro espécies fósseis são descritas:
| Imagem | Nome científico    | Nome comum         | Distribuição | Mapa de distribuição |
| ------ | ------------------ | ------------------ | --- | -------------------- |
|        | Vulpes bengalensis | Raposa-de-bengala  | As raposas de Bengala são endêmicas ao subcontinente indiano. |                      |
|        | Vulpes cana        | Raposa-afegã       | A raposa-afegã habita em uma seção do Oriente Médio, incluindo Irã, Israel, Afeganistão, Egito e Paquistão. Esta espécie prefere ambientes semiáridos. |                      |
|        | Vulpes chama       | Raposa-do-cabo     | A raposa-do-Cabo é encontrada na África Austral, incluindo Zimbabwe, Botswana e África do Sul. Elas prosperam em ambientes semiáridos e áridos com ricas pastagens. |                      |
|        | Vulpes corsac      | Raposa-das-estepes | Raposas-das-estepes vivem na Ásia Central. Como V. chama e V. cana, eles são adaptados a desertos semiáridos. |                      |
|        | Vulpes ferrilata   | Raposa-do-himalaia | A raposa-do-himalaia é endêmica ao Nepal, China, Índia e Butão. Esta espécie vive em altitudes de até 5300 m. |                      |
|        | Vulpes lagopus     | Raposa-do-ártico   | As raposas-do-ártico habitam todo o Círculo Ártico (Rússia, Svalbard, Islândia, Escandinávia, Finlândia, Groenlândia, Norte do Canadá e Alasca). |                      |
|        | Vulpes macrotis    | Raposa-anã         | As raposas-anãs são uma espécie norte-americana que vive em áreas áridas. São encontradas em Oregon, Colorado, Nevada, Utah, Califórnia, Novo México e Texas, e no México. |                      |
|        | Vulpes pallida     | Raposa-pálida      | A raposa-pálida vive na região Sahel na África, e é uma espécie que vive em áreas áridas. |                      |
|        | Vulpes rueppellii  | Raposa-de-rueppell | As raposas-de-rueppell vivem no Norte da África e em seções do Oriente Médio |                      |
|        | Vulpes velox       | Raposa-veloz       | A raposa-veloz é encontrada nas pastagens ocidentais da América do Norte, especificamente Montana, Wyoming, Novo México, Colorado, Kansas, Oklahoma e Texas, bem como algumas seções do Canadá. |                      |
|        | Vulpes vulpes      | Raposa-vermelha    | A raposa-vermelha é a espécie mais abundante e mais amplamente distribuída de Vulpes, ocorrendo em todo o Hemisfério Norte (América do Norte, Ásia e Europa). Eles também estão presentes na Austrália, embora tenham sido trazidos para lá por humanos para a caça à raposa em 1830, e são considerados uma espécie invasora. |                      |
|        | Vulpes zerda       | Feneco             | O feneco vive no Norte da África e no Oriente Médio. |                      |

## Espécies fósseis
A espécie fóssil mais antiga conhecida dentro de Vulpes é V. riffautae, datando do final do Mioceno do Chade, que está dentro do Neógeno. Os depósitos onde esses fósseis são encontrados têm cerca de 7 milhões de anos, o que pode torná-los os primeiros canídeos do Velho Mundo. V. skinneri, do sítio fóssil de Malapa da África do Sul, é mais jovem que V. riffautae por cerca de 5 milhões de anos, e aparece no início do Pleistoceno.
Dois outros fósseis extintos e menos documentados são conhecidos: V. praeglacialis e V. hassani. V. praeglacialis foi descoberto na Caverna Petralona, na Grécia. A idade dos depósitos (Início Pleistoceno) torna a ocorrência mais antiga de Vulpes na Europa. V. hassani é encontrado em um depósito do Mioceno-Plioceno, no noroeste da África.
No Pleistoceno, Vulpes teve uma distribuição bastante ampla, com oito espécies encontradas na América do Norte. Destes oito, seis não são fósseis e três espécies ainda permanecem na América do Norte (V. velox, V. macrotis e V. vulpes). Os três restantes mudaram para seções da África ao longo do tempo. A espécie V. stenognathus está extinta, mas tem táxons-irmãos existentes, incluindo V. chama, V. rueppellii, V. velox e V. vulpes.
- †Vulpes hassani
- †Vulpes praeglacialis
- †Vulpes qiuzhudingi
- †Vulpes riffautae
- †Vulpes skinneri
- †Vulpes stenognathus